# Vicente Fox
Vicente Fox Quesada (Città del Messico, 2 luglio 1942) è un politico messicano, presidente del Messico dal 2000 al 2006.
Come vincitore delle elezioni presidenziali del 2000 e come candidato del Partito Azione Nazionale, è stato il primo presidente del Messico proveniente da un partito politico di opposizione dai tempi di Francisco Madero nel 1910.
Come presidente, seguì principalmente le politiche economiche neoliberiste che i suoi predecessori del Partito Rivoluzionario Istituzionale (PRI) avevano adottato dalla fine degli anni '80. La prima metà della sua amministrazione vide un nuovo cambiamento del governo federale a destra, forti relazioni con gli Stati Uniti d'America e George W. Bush, il fallimento dei tentativi di applicare un'imposta sul valore aggiunto sui farmaci, di costruire un aeroporto a Texcoco, e un grave conflitto diplomatico con il leader cubano Fidel Castro.
La seconda metà della sua amministrazione fu segnata dal suo conflitto con Andrés Manuel López Obrador, allora capo del governo di Città del Messico. L'amministrazione PAN e l'amministrazione Fox hanno tentato senza successo di rimuovere López Obrador dall'incarico e di impedirgli di partecipare alle elezioni presidenziali del 2006. L'amministrazione Fox ha avuto anche conflitti diplomatici con Venezuela e Bolivia dopo aver sostenuto la creazione della Zona di libero scambio delle Americhe, a cui si sono opposti questi due paesi. Il suo ultimo anno in carica ha supervisionato le controverse elezioni del 2006, in cui il candidato del PAN Felipe Calderón è stato dichiarato vincitore con un margine molto stretto sul suo avversario López Obrador, che ha sostenuto che le elezioni sono state manipolate e ha rifiutato di riconoscere i risultati, facendo proteste in tutto il paese. Nello stesso anno, lo stato meridionale di Oaxaca è stato teatro di uno sciopero degli insegnanti che è culminato in proteste e violenti scontri in cui chiedevano le dimissioni del governatore Ulises Ruiz Ortiz.
D'altra parte, a Fox è stato riconosciuto il merito di aver mantenuto la crescita economica durante la sua amministrazione e di aver ridotto il tasso di povertà dal 43,7% nel 2000 al 35,6% nel 2006. Ha creato il Procuratore speciale per i movimenti sociali e politici del passato (FEMOSPP) con il compito di indagare su crimini e violazioni dei diritti umani commessi dai governi precedenti, in particolare la guerra sporca in Messico tra gli anni '60 e '80 del secolo scorso.
Dopo essere stato presidente del Messico per sei anni, Fox è tornato nel suo Stato di origine: Guanajuato, dove ora risiede con la moglie e la famiglia. Da quando ha lasciato la presidenza, Fox è stato coinvolto in discorsi pubblici e nello sviluppo del Centro Studi, Biblioteca e Museo Vicente Fox.
Nel 2013, Fox ha finalmente deciso di lasciare il Partito Azione Nazionale, dopo aver sostenuto il candidato presidenziale del PRI, Enrique Peña Nieto, l'anno precedente. Ha fatto lo stesso con il suo rispettivo candidato, José Antonio Meade Kuribreña, nel 2018. Lo stesso anno, Fox si unì al consiglio degli High Times.

## Biografia
Nato a Città del Messico nel 1942, secondo di nove figli. Il padre era il messicano José Luis Fox Pont mentre la madre era Mercedes Quesada Etxaide, immigrata basca, Spagna. Il nonno paterno era Louis Fuchs, nato a Cincinnati, Ohio, e figlio di due immigrati tedeschi cattolici, Louis Fuchs e Catherina Elisabetha Flach, di Strasburgo oggi in Francia. Il cognome "Fuchs" venne anglicizzato in "Fox" attorno al 1870.
Fox ha trascorso la sua infanzia e adolescenza nel ranch di famiglia a San Francisco del Rincón, a Guanajuato.  Ha trascorso un anno alla Campion High School di Prairie du Chien, Wisconsin, dove ha imparato l'inglese. Una volta raggiunta l'età del college, Fox si è trasferito a Città del Messico per frequentare l'Università Iberoamericana e nel 1964 si è laureato in economia aziendale. Successivamente, nel 1974, Fox si è specializzato in competenze manageriali alla Harvard Business School.

### Attività professionale
Nel 1964 Fox è stato assunto dalla Coca-Cola Company come supervisore del percorso per le consegne, guidando anche un camion.  Ha fatto carriera e dopo nove anni è diventato presidente e amministratore delegato della Coca-Cola in Messico. Dopo sei anni in questo ruolo, gli è stato offerto l'incarico di guidare tutte le operazioni della Coca-Cola in America Latina, ma Fox ha declinato e successivamente si è dimesso dalla Coca-Cola nel 1979. Durante la guida di Fox della Coca-Cola Mexico, la bibita è diventata la più venduta nel paese con un aumento delle vendite di quasi il 50%.
Dopo essersi ritirato dalla Coca-Cola, Fox ha iniziato a partecipare a varie attività pubbliche a Guanajuato, dove ha creato il "Patronato de la Casa Cuna Amigo Daniel", un orfanotrofio.  Era anche presidente del Patronato Loyola, sponsor del campus di León dell'Universidad Iberoamericana e del Lux Institute.

### Attività politica
Con il sostegno di Manuel Clouthier, Vicente Fox entra nel Partito Azione Nazionale il 1º marzo 1988. Nello stesso anno è eletto alla Camera dei deputati federale, in rappresentanza del Terzo Distretto Federale di León, Guanajuato.
Nel 1991 Fox ha tentato di essere eletto governatore di Guanajuato, ma ha perso le elezioni con Ramón Aguirre Velázquez del Partito Rivoluzionario Istituzionale.  In seguito alle elezioni, il malcontento locale è stato così grande da indurre il congresso statale a nominare Carlos Medina Plascencia del PAN nel ruolo di governatore ad interim. Quattro anni più tardi Fox ci ha provato di nuovo, questa volta vincendo con un rapporto di voti di 2 a 1. Come governatore, Fox ha promosso l'efficienza e la trasparenza del governo, uno dei primi governatori statali del Messico a fornire un resoconto chiaro, pubblico e tempestivo delle finanze dello stato. Fox ha anche aiutato il consolidamento delle piccole imprese, promuovendo le vendite all'estero di beni prodotti a Guanajuato e creando un ampio sistema di piccoli prestiti per consentire ai poveri di aprire un "changaro" (un piccolo negozio) e acquistare un'auto e una televisione. Sotto Fox, Guanajuato è diventata la quinta economia statale messicana più importante.

### Presidente del Messico

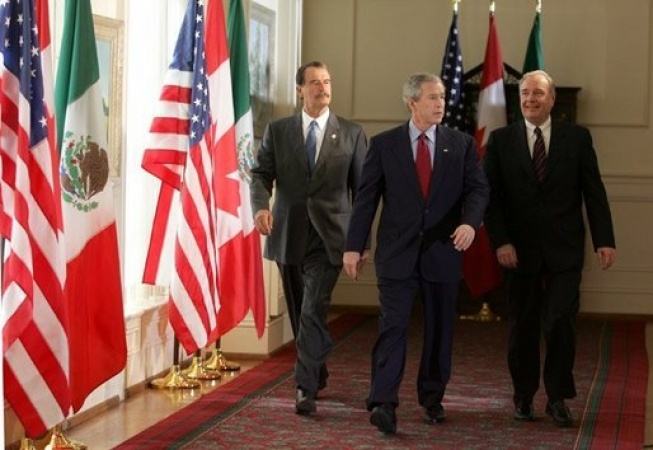
Vincente Fox con il presidente degli Stati Uniti George W. Bush e il primo ministro del Canada Paul Martin il 23 marzo 2005, presso il Bill Daniels Activity Center presso la Baylor University di Waco, in Texas.

È stato eletto Presidente del Messico il 1º dicembre 2000 dopo più di sessant'anni di Governo del Partito Rivoluzionario Istituzionale (PRI) ed è stato in carica fino al 1º dicembre 2006. Esponente del Partito Azione Nazionale (PAN), è stato presidente della divisione latino-americana della Coca-Cola.
Vicino al presidente degli Stati Uniti George W. Bush, ha sostenuto nel 2002 la creazione del Comando Nord degli Stati Uniti, un comando militare per supervisionare la parte settentrionale del continente. Nel novembre 2005, Fox ha richiamato il suo ambasciatore in Venezuela dopo essere stato chiamato "il cagnolino dell'Impero" da Hugo Chávez, che ha criticato il suo sostegno all'accordo di libero scambio delle Americhe proposto dagli USA.
Nel maggio 2005 è finito sotto tiro per aver detto che i migranti messicani negli Stati Uniti erano costretti a fare un lavoro che "nemmeno i neri vogliono fare". Il politico afroamericano Jesse Jackson ha denunciato le osservazioni razziste e ha chiesto a Fox di scusarsi.

### Post-presidenza

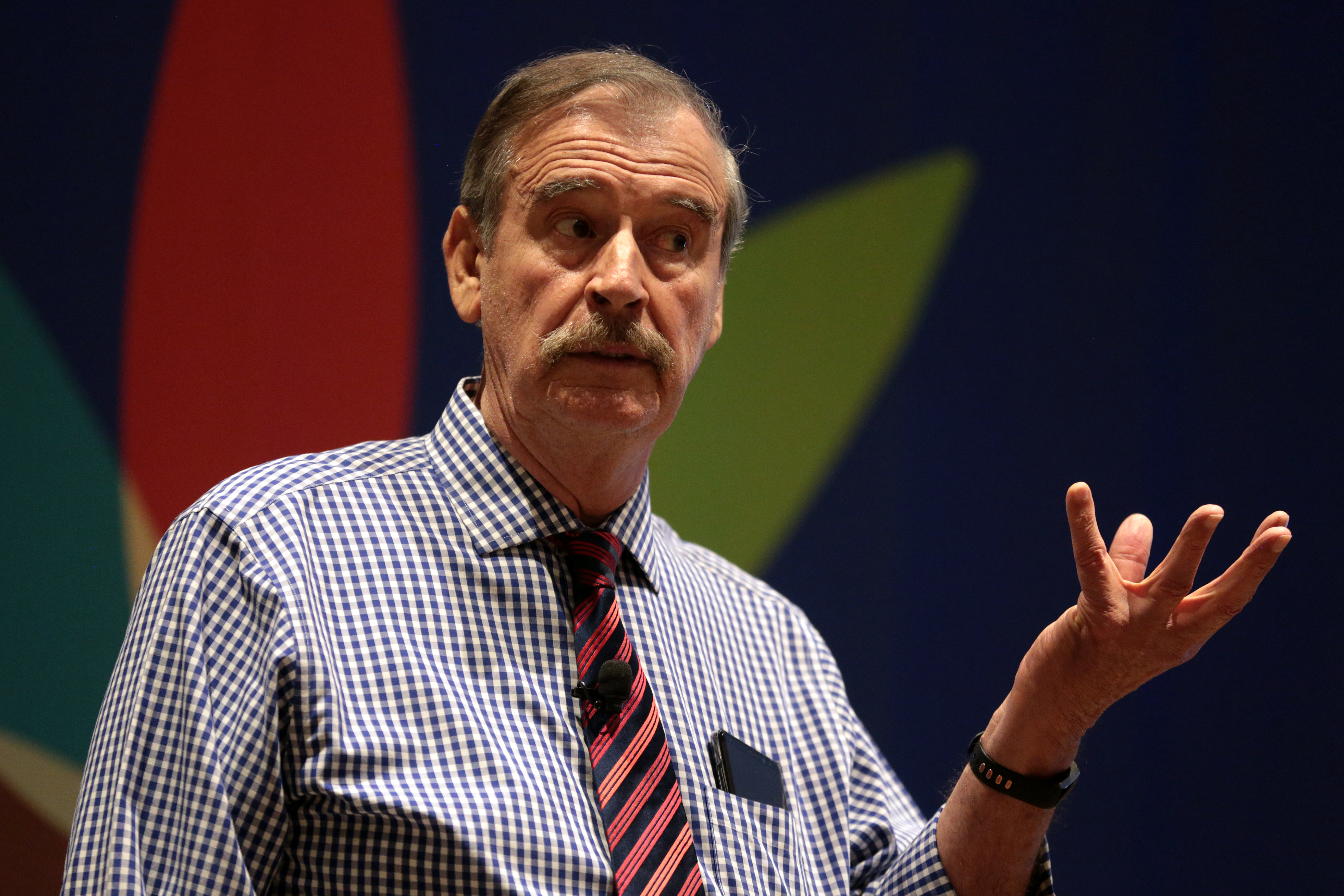
L'ex presidente del Messico, Vicente Fox, parla con i partecipanti alla terza conferenza ed esposizione annuale sulla cannabis del sud-ovest al Phoenix Convention Center di Phoenix, in Arizona nel 2017.

Dopo aver lasciato la presidenza, Fox promise di istituire un centro studi, una biblioteca e un museo vicino al suo ranch a San Cristobal, Guanajuato. Prometteva anche di combattere in tutta l'America per la democrazia e la fine del populismo.
Il presunto aumento del suo patrimonio ha sollevato sospetti di arricchimento illegale.
È stato espulso dal Partito Azione Nazionale nel 2013.
Nelle interviste con le reti statunitensi CNN e FOX, ha difeso il suo governo, anche se ha ricevuto critiche dai conservatori statunitensi sul problema della migrazione messicana e ha anche paragonato Donald Trump a Hitler nel 2017.

## Vita privata
Nel 1969 Fox si è sposato con Lilian de la Concha, receptionist della Coca-Cola. Hanno avuto quattro figli: Ana Cristina, Vicente, Paulina e Rodrigo. Nel 1990, dopo 20 anni di matrimonio, Lilian ha chiesto e ottenuto il divorzio.
Fox si è risposato il 2 luglio 2001, quando già da sei mesi era Presidente del Messico, con Marta María Sahagún Jiménez, fino ad allora sua portavoce ed anche lei al secondo matrimonio.